# Tecnomito
La palabra tecnomito proviene de la novela El mundo perdido, segunda parte de Parque Jurásico de Michael Crichton. Por lo tanto es un concepto ficticio; sin embargo su fácil pronunciación y significado intuitivo han hecho que se utilice de vez en cuando en otras publicaciones o traducciones al español.

## El concepto dentro de la novela
En dicha obra se hace referencia a los posibles hallazgos de dinosaurios vivos en el siglo XX, refiriéndose siempre a un contexto totalmente ficticio al tratarse de una novela de ciencia ficción, y la explicación que se da sobre eso es que son uno de los 20 tecnomitos actuales recopilados por Geller en Princeton (la novela no profundiza más en este personaje de ficción).
Siguiendo la obra de Michael Crichton, los mitos clásicos como el de Perseo y Medusa han sido sustituidos por mitos actuales, de los que relata los siguientes:
- La nave extraterrestre de Roswell guardada en la Base de Wright-Patterson en Ohio.
- Los niños rusos capaces de matar a otras personas desde una base secreta de Siberia.
- Las líneas de Nazca obra de naves extraterrestres.
- Un carburador capaz de recorrer 70 km con un litro de gasolina (archivado por las constructoras de automóviles).
- La creación del virus del sida por la CIA para combatir la homosexualidad.
- El nuevo tipo de energía potente y muy barata descubierto por Nikola Tesla.
- Una ilustración contenida en un libro del siglo X en Estambul con una imagen de la Tierra vista desde el espacio.
- Un individuo que resplandece en la oscuridad oculto en el Instituto de Stanford.

## Otras clasificaciones bajo otros nombres
Pese a que el término "tecnomito" proviene de una novela, se han realizado recopilaciones más o menos exhaustivas de estos fenómenos sociales.

### Las seudociencias
Carl Sagan mantiene que cada ciencia tiene su seudociencia. Así cita algunas:
- La biología y la criptozoología: con ejemplos como el Monstruo del lago Ness o el Yeti.
- La astrofísica frente a la astrología: con los horóscopos y las cartas astrales.

Este autor mantiene los mismos o parecidos casos, pero los llama de esta otra manera. También menciona la presunta nave extraterrestre encontrada en Roswell y la sitúa, según la creencia popular, en el Área 51 de la Base de Nellis, Nevada, debe indicarse que Sagan considera al objeto encontrado en Nuevo México un globo del Proyecto Mogul.

### Leyendas urbanas
Por su parte otros autores utilizan el término leyenda urbana para clasificar todos o algunos de estos fenómenos, es el caso de la publicidad subliminal que se engloba en este campo.
Existen dos diferencias entre tecnomito y leyenda urbana:
- El tecnomito es una explicación de porqué algunas cosas son como son y no de otra manera, frente a la leyenda que es una historia con inicio, nudo y desenlace.
- La leyenda urbana suele tener como protagonistas a personas normales y generalmente anónimas (el famoso "un amigo de un amigo") mientras que el tecnomito lo protagonizan políticos de gran talla como presidentes, primeros ministros, jeques árabes..., militares o espías y poderes fácticos (especialmente multinacionales).

### Mitos modernos
Otro nombre para esta clase de creencias es el de mitos modernos que, como los antiguos, explican nuestro mundo a raíz de descubrimientos o invenciones actuales. Así algunas explicaciones serían:
- El proclamado origen extraterrestre de los OVNIs sería un mito de la carrera espacial.[5]
- La publicación de casos sobre la Combustión Humana Espontánea no tiene en cuenta por ejemplo que el cuerpo humano contiene suficiente grasa como para arder por sí mismo, ni tampoco la gasolina con la que algunas presuntas víctimas han sido rociadas.[6]
- La telequinesis se sustenta en los primeros efectos especiales creados en la era del cine, reforzado por la creencia de que los humanos sólo utilizamos el 10% del cerebro (cosa que los TAC y las resonancias magnéticas han demostrado falso).[6]
- Los animales que busca la criptozoología, en especial los más grandes y amenazadores como ya citados Yeti o el Monstruo del lago Ness, serían fruto de una sociedad urbana que ha explorado la mayor parte del Planeta, pero aún necesitada de misterios y que utiliza fotografías falsificadas o borrosas imágenes en bosques para justificar su creencia[7]
- La patente del automóvil movido por agua o, como indicaba Crichton en su libro, por muy poca gasolina nace de la reducción de los inventos en el siglo XX, especialmente en su último cuarto, reducción que varios autores reconocen como preocupante.[8]